# 42e corps d'armée (Allemagne)
Pour les articles homonymes, voir 42e corps d'armée.
Le 42e corps d'armée (en allemand : XXXXII. Armeekorps) était un corps d'armée de l'armée de terre allemande, la Heer, au sein de la Wehrmacht, pendant la Seconde Guerre mondiale.

## Hiérarchie des unités
| Nom          | Nbre d'hommes       | Unités subalternes                | Grade de commandement                 |
| ------------ | ------------------- | --------------------------------- | ------------------------------------- |
| Heeresgruppe | + 300 000           | 2 à + Armeen (Armées)             | Generaloberst ou Generalfeldmarschall |
| Armee        | + 100 000 - 300 000 | 2 à + Armeekorps (Corps d'armées) | General ou Generaloberst              |
| Armeekorps   | + 30 000 - 80 000   | 2 à + Divisionen (Division)       | Generalleutnant ou General            |
| Division     | + 10 000 – 20 000   | 2 à 6 Brigaden (Brigade)          | Generalmajor ou Generalleutnant       |
| Brigade      | + 3 000 – 5 000     | jusqu'à 3 Regimentern (Régiment)  | Oberst ou Generalmajor                |

## Historique
Le XXXXII. Armeekorps a été créé le 29 janvier 1939 dans le Wehrkreis XIII.
Il participe à la campagne de Pologne et de France, puis à l'opération Barbarossa en juin 1941. Il reste sur le Front de l'Est jusqu'en avril 1944.

De juin à août 1942, l'état-major prend le nom de Gruppe Mattenklott.
Il subit de lourdes pertes lors de la retraite de Dniepr et il est réorganisé en avril 1944 en Pologne.

Le 15 mars 1944, il prend le nom de XXXXII. Armeekorps z.b.V., puis à partir du 19 juillet 1944, le nom de  Generalkommando XXXXII. Armeekorps.
Il est détruit en Pologne le 23 janvier 1945.

## Organisation

### Commandants successifs
| Date                              | Grade                  | Commandant            |
| --------------------------------- | ---------------------- | --------------------- |
| 29 janvier 1939 - Octobre 1941    | General der Pioniere   | Walter Kuntze         |
| 10 octobre 1941 - 29 octobre 1941 | Generalleutnant        | Hans Graf von Sponeck |
| 29 octobre 1941 - Novembre 1941   | General der Infanterie | Bruno Bieler          |
| Novembre 1941 - 31 décembre 1941  | Generalleutnant        | Hans Graf von Sponeck |
| 1er janvier 1942 - 22 juin 1943   | General der Infanterie | Franz Mattenklott     |
| 22 juin 1943 - Juillet 1943       | General der Infanterie | Anton Dostler         |
| Juillet 1943 - 2 mars 1944        | General der Infanterie | Franz Mattenklott     |
|                                   | Reformation 1944       |                       |
| 15 mars 1944 - 14 juin 1944       | General der Infanterie | Franz Mattenklott     |
| 14. juin 1944 - 23 janvier 1945   | General der Infanterie | Hermann Recknagel     |
| 23 janvier 1945 - Février 1945    | Generalmajor           | Arthur Finger         |

### Chef des Generalstabes
| Date                               | Grade            | Commandant                       |
| ---------------------------------- | ---------------- | -------------------------------- |
| 29 janvier 1939 - Novembre 1941    | Oberst i.G.      | Heinz Ziegler                    |
| 5 novembre 1941 - 10 novembre 1941 | Major i.G.       | Helmuth Strempel                 |
| 21 novembre 1941 - Décembre 1941   | Oberst i.G.      | Josef Kübler (de)                |
| 1er mars 1942 - 1er avril 1942     | Oberst i.G.      | Friedrich Blümke                 |
| Juin 1942 - Novembre 1942          | Oberst i.G.      | Johann Crome                     |
| Novembre 1942 - Juillet 1943       | Oberst i.G.      | Lothar Schäfer                   |
| Août 1943 - 2 mars 1944            | Oberst i.G.      | Gerhard Franz                    |
|                                    | Reformation 1944 |                                  |
| 15 mars 1944 - 1er août 1944       | Oberst i.G.      | Gerhard Franz                    |
| 1er août 1944 - 29 janvier 1944    | Oberst i.G.      | Adolf-Friedrich Drabich-Waechter |

### 1. Generalstabsoffizier (Ia)
| Date                           | Grade               | Commandant                                   |
| ------------------------------ | ------------------- | -------------------------------------------- |
| 29 janvier 1939 - 1er mai 1940 | Oberstleutnant i.G. | Rudolf Sperl                                 |
| ? 1940 - 15 mars 1942          | Major i.G.          | Eberhard Einbeck                             |
| 15 mars 1942 - ? 1942          | Major i.G.          | Freiherr von Loeffelholz und Colberg         |
| Août 1943                      | Oberstleutnant i.G  | August Hermani                               |
| Février 1944                   | Major i.G.          | Hans-Peter Ganschow                          |
|                                | Reformation 1944    |                                              |
| Mai 1944                       | Major i.G           | Eduard von Schuh                             |
| 10 juin 1944 - ? 1945          | Major i.G.          | Hans-Rüdiger Freiherr von und zu Egloffstein |

## Théâtres d'opérations
- Pologne : Septembre 1939 - Mai 1940
- France : Mai 1940 - Juin 1941
- Front de l'Est, secteur Centre : Juin 1941 - Avril 1944
- Pologne : Avril 1944 - Janvier 1945

## Ordre de batailles

### Rattachement d'Armées
| Date             | Armée                 | Groupe d'Armées          |
| ---------------- | --------------------- | ------------------------ |
| 1940             |                       |                          |
| 31 mai           | 9. Armee              | Heeresgruppe A           |
| juillet          | 16. Armee             | Heeresgruppe A           |
| 1941             |                       |                          |
| Janvier          | 16. Armee             | Heeresgruppe A           |
| Mai              | 15. Armee             | Heeresgruppe D           |
| Juillet          | z. Vfg. OKH           | Heeresgruppe Mitte       |
| Août             | 18. Armee             | Heeresgruppe Nord        |
| Novembre         | 11. Armee             | Heeresgruppe Süd         |
| 1942             |                       |                          |
| Janvier          | 11. Armee             | Heeresgruppe A           |
| Août             | 11. Armee             | Heeresgruppe A           |
| Septembre        |                       | Heeresgruppe A           |
| 1943             |                       |                          |
| Janvier          |                       | Heeresgruppe A           |
| Mai              | Armee-Abteilung Kempf | Heeresgruppe Süd         |
| Septembre        | 8. Armee              | Heeresgruppe Süd         |
| Octobre          | 4. Panzerarmee        | Heeresgruppe Süd         |
| 1944             |                       |                          |
| Janvier          | 4. Panzerarmee        | Heeresgruppe Süd         |
| Février          | 8. Armee              | Heeresgruppe Süd         |
| Reformation 1944 |                       |                          |
| Janvier          | 4. Panzerarmee        | Heeresgruppe Nordukraine |
| Février          | 4. Panzerarmee        | Heeresgruppe A           |
| 1945             |                       |                          |
| Janvier          | 4. Panzerarmee        | Heeresgruppe A           |
| Février          | z. Vfg.               | Heeresgruppe Mitte       |

### Unités subordonnées

#### Unités organiques
- Arko 107, ab 1944 Arko 442
- Korps-Nachrichten-Abteilung 442
- Korps-Nachschubtruppen 442
- Sturm-Regiment XXXXII. AK (à partir de 1944)
- Korps-MG-Bataillon 442 (à partir de 1944)

#### Unités rattachées
8 juin 1940
- 292. Infanterie-Division
- 50. Infanterie-Division
- 291. Infanterie-Division

13 juin 1940
- 292. Infanterie-Division
- 50. Infanterie-Division
- 291. Infanterie-Division

16 juin 1940
- 50. Infanterie-Division
- 291. Infanterie-Division

3 septembre 1941
- 61. Infanterie-Division
- 217. Infanterie-Division
- Gruppe Friedrich

2 janvier 1942
- rumänisches Gebirgs-Korps
- 170. Infanterie-Division
- 46. Infanterie-Division
- 72. Infanterie-Division
- 73. Infanterie-Division

24 juin 1942
- Gruppe Ritter
- 8. rumänische Kavallerie-Division
- 10. rumänische Division
- 19. rumänische Division
- 22. Panzer-Division
- 132. Infanterie-Division

22 décembre 1942
- 5. Luftwaffen-Feld-Division
- 153. Reserve-Division
- rumänisches Gebirgs-Korps

7 juillet 1943
- rumänisches Gebirgs-Korps
- 153. Feld-Ausbildungs-Division
- 13. Panzer-Division
- 355. Infanterie-Division
- 381. Feld-Ausbildungs-Division

16 septembre 1944
- 1. Skijäger-Division
- 17. Panzer-Division
- 88. Infanterie-Division
- 72. Infanterie-Division
- 291. Infanterie-Division

## Sources
- XXXXII. Armeekorps sur Lexikon-der-wehrmacht.de